# Glyncoch
Glyncoch är en by i Rhondda Cynon Taf i Wales. Byn är belägen 19,2 km 
från Cardiff. Orten har 4 084 invånare (2016).